# Đền Vân Luông
Đền Vân Luông là một đền thuộc xã Vân Phú, thành phố Việt Trì, tỉnh Phú Thọ. Đây là di tích lịch sử quốc gia thờ Hùng Vương, thuộc quần thể di tích Đền Hùng. Đền nằm cách di tích đền Hùng khoảng 4 km.